# Эль-Хиляли, Омар
Омар Эль-Хиляли (исп. Omar El Hilali; род. 3 сентября 2003, Оспиталет) — марокканский футболист, защитник клуба «Эспаньол».

## Клубная карьера
Эль-Хиляли — воспитанник испанского клуба «Эспаньол». В 2020 году Омар начал выступать за дублирующий состав. 4 апреля 2021 года в матче против «Альбасете» он дебютировал в Сегунде. По итогам сезона Эль-Хиляли помог клубу выйти в элиту. 4 сентября 2022 года в матче против «Атлетик Бильбао» он дебютировал в Ла Лиге.

## Международная карьера
В 2021 году в составе молодёжной сборной Марокко Эль-Хиляли принял участие в молодёжном Кубке Африки в Мавритании. На турнире он сыграл в матчах против команд Гамбии и Ганы.